# Kasteel van Ranrouët
Het Kasteel van Ranrouët (Frans: Château de Ranrouët) is een kasteel in de Franse gemeente Herbignac. Het kasteel is een beschermd historisch monument sinds 1925.